# شاشة بداية

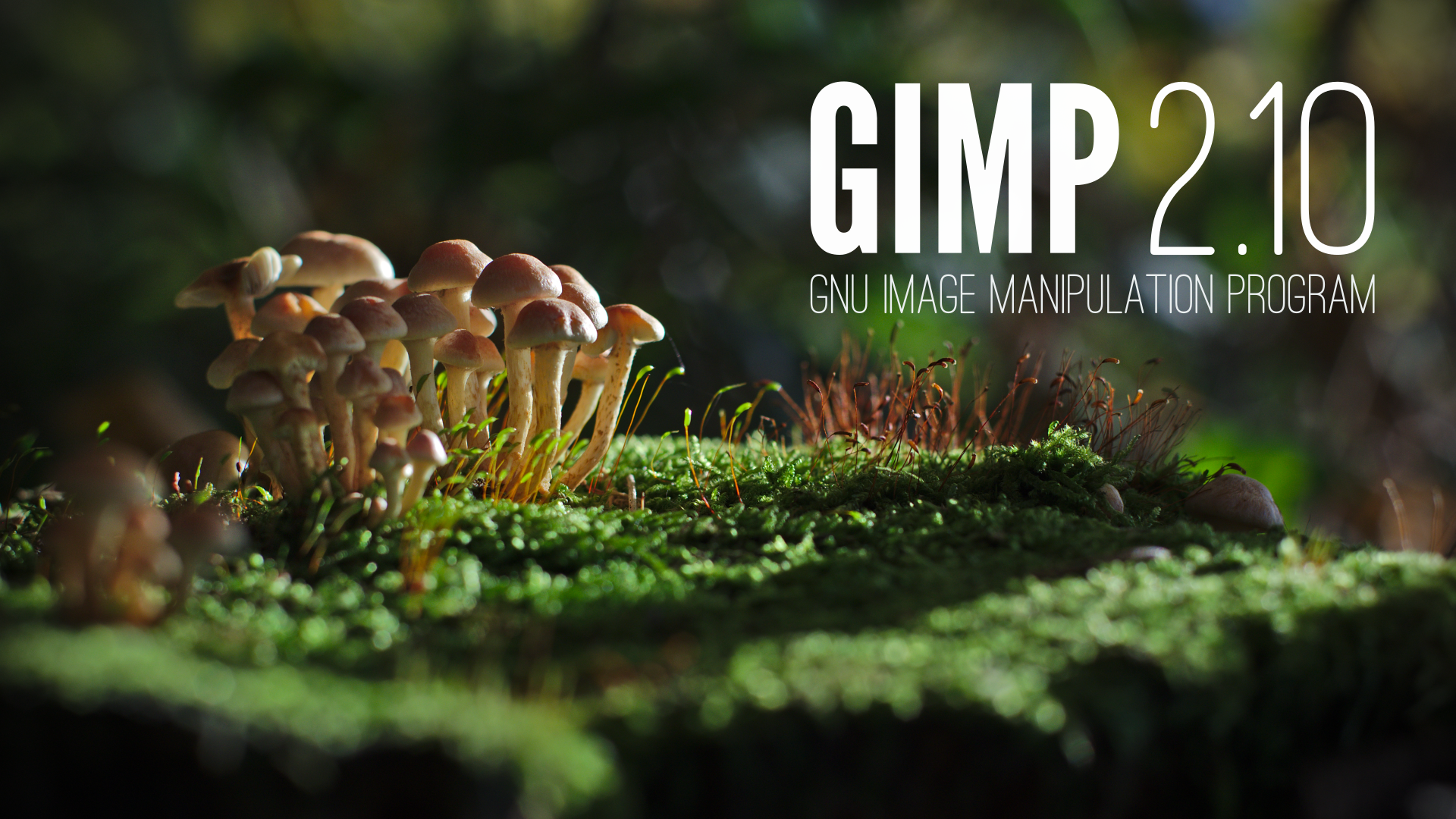
شاشة البداية في «برنامج جنو لمعالجة الصور» (GIMP)، الإصدار «2.10»

شاشة البداية (بالإنجليزية: Splash screen)‏ هي أحد مكونات عناصر التحكم في الواجهات الرسومية [الإنجليزية]. وهي صُّورة صغيرة تُعرض عند تشغيل أحد تطبيقات الحاسوب، تعرض شاشة البداية عادةً اسم التطبيق ويمكن أن تسرد معلومات عن أجزاء التطبيق التي تُحَمَّل. فكرتها الأساسيَّة هي إبقاء المُستخدم مشغولاً أثناء تحميل التطبيق. صفحة البداية (بالإنجليزية: Splash page)‏ هي صفحة مُقدِّمة تظهر على مواقع الوَّيب.

## الغرض
يُمكن أن تُستخدم شاشات البداية على مواقع الويب. على سبيل المثال، قد تُقيِّد شاشة البداية لموقع الويب الوصول إلى موقع ويب ما، مما يتطلب من الزائر تسجيل الدخول قبل الوصول إلى الموقع. يمكن استخدامه أيضًا للسماح للزائر باختيار لغتهُ الأم أو إصدار نطاق تردديِّ أقل للموقع. يمكن أيضًا استخدام شاشات البداية للإعلان. يُمكن كتابتها باستخدام لغة توصيف النص الفائق (HTML) وأوراق الأنماط المتتالية (CSS).

## انظُر أيضًا
- شاشة رئيسية [الإنجليزية]
- شريط تقدم
- مؤشر تقدم [الإنجليزية]
- عنصر تحكم
  - مكونات عناصر التحكم في الواجهات الرسومية [الإنجليزية]
- واجهة مستخدم رسومية